# Сербін (Техас)
Сербін — невключена громада округу Лі штату Техас Сполучених Штатів Америки. Розташована за 80 км на схід від Остіна. Населення Сербіна становить 90 осіб (2000).

## Історія

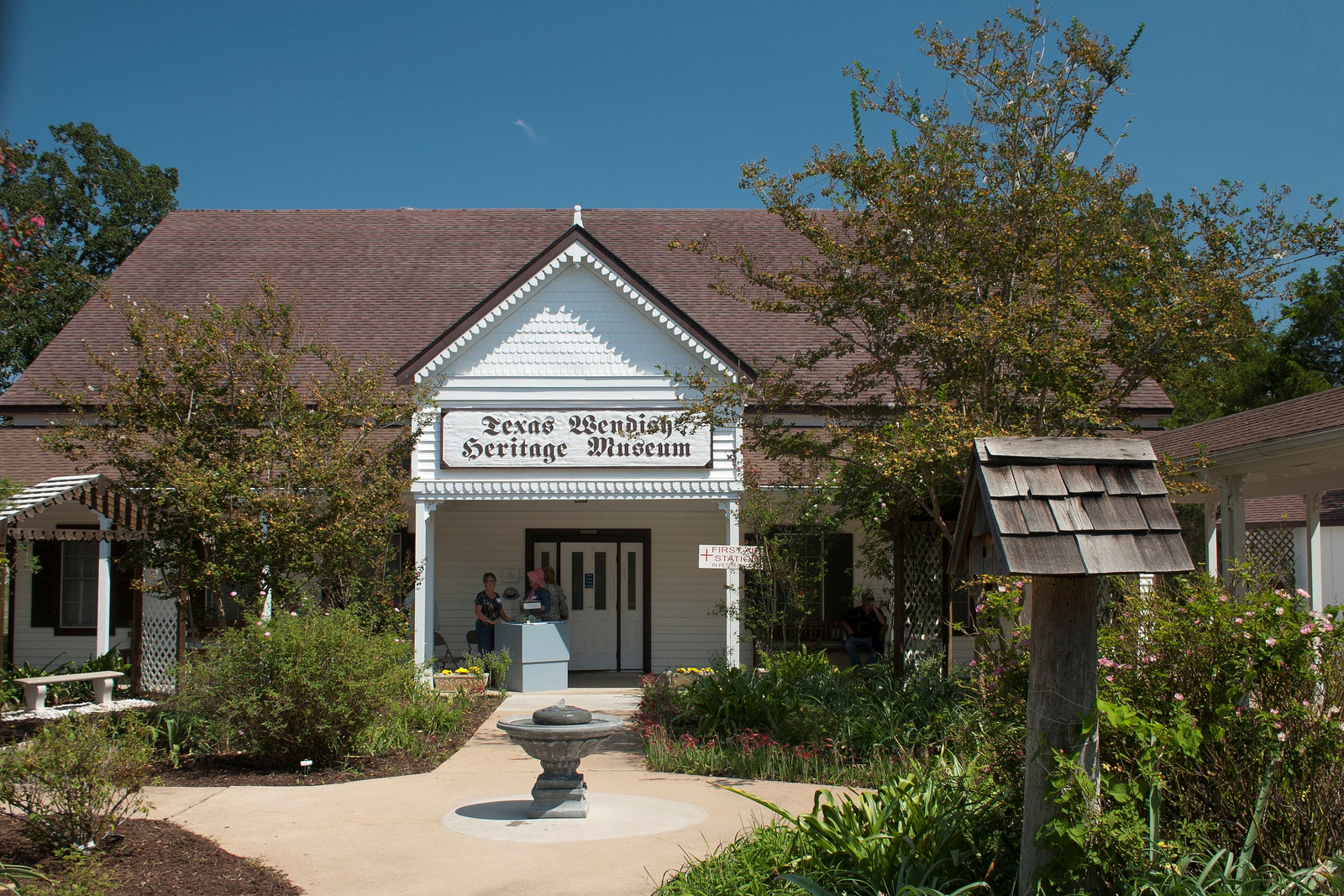
Техаський музей культурної спадщини вендів

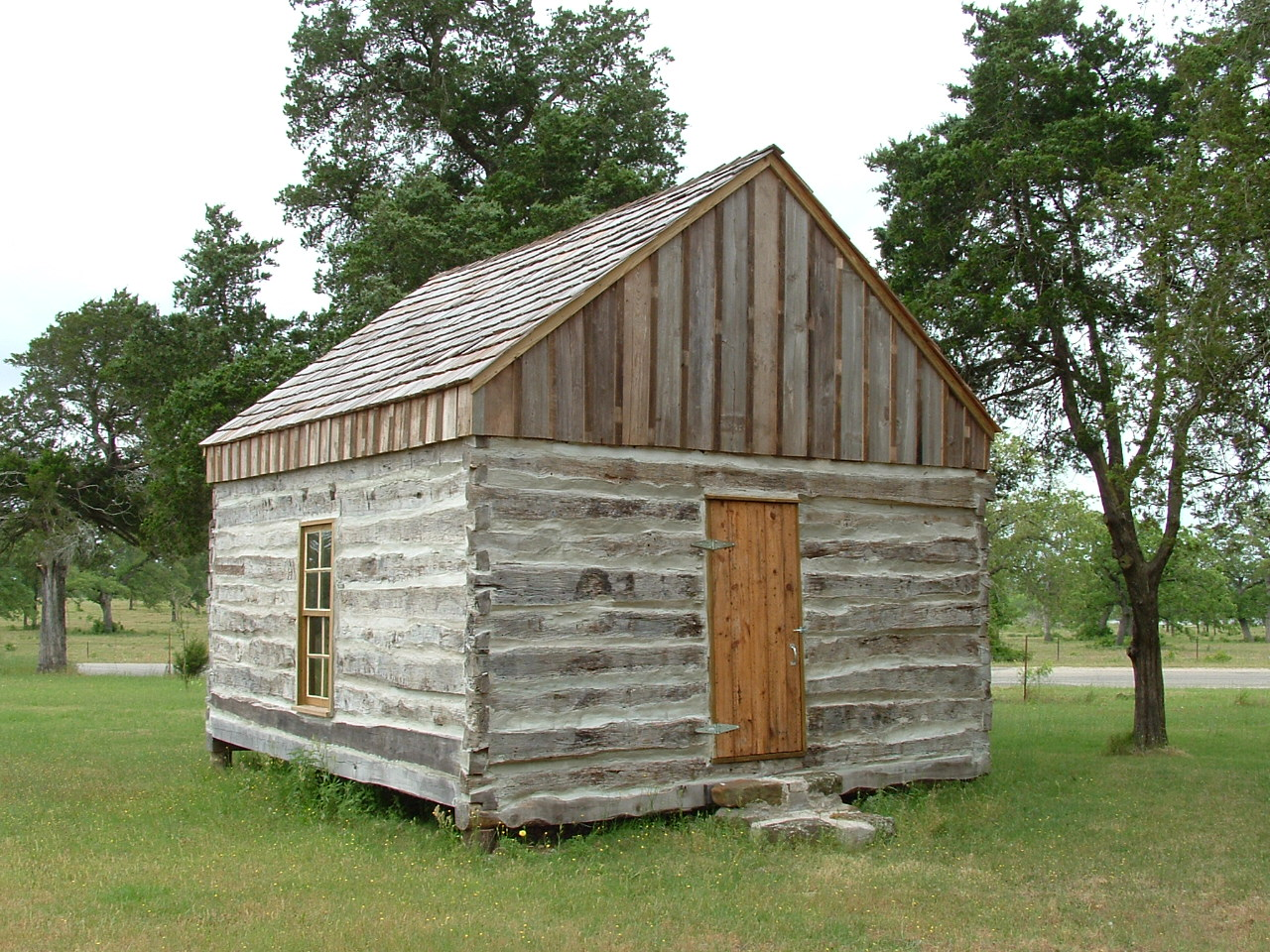
Дерев'яний будиночок перших лужицьких переселенців на території лютеранської церкви Святого Павла

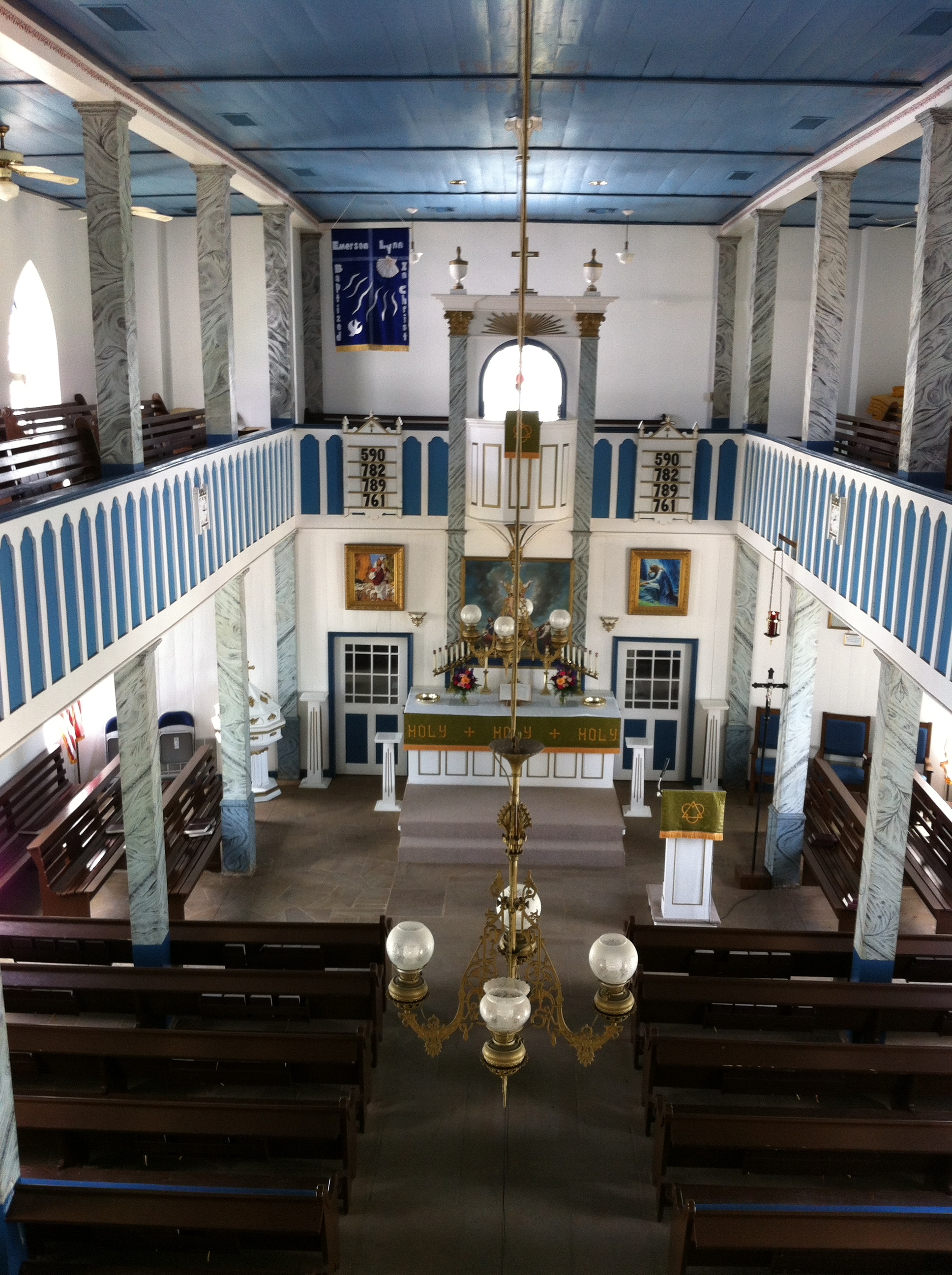
В лютеранській церкві Святого Павла

Спочатку населений пункт був заснований під назвою Лоу-Пін-Оак (Low Pin Oak) лужицькими сербами, що переселилися в Техас в середині 1850-х років. Пізніше назву було змінено на Сербін — відповідно до самоназви лужицькосербського народу.
Найбільша діаспора лужичан у США облаштувалася в Техасі, використовуючи Сербін як «материнську колонію». До 20 вересня 1854 близько 550 лужицьких сербів з лютеранських громад Пруссії, Саксонії під проводом пастора Яна Кіліана поїхали до Техаса. Після прибуття в Техас жителі Сербіна ставали членами лютеранського союзу «Лютеранська церква — Синод Міссурі». Лютеранська церква святого Павла, побудована 1871 року, являє собою зразок типової лужицької архітектури, кафедра проповідника розташована на балконі церкви.
Неясно, чи розмовляють у Сербіні будь-якою з двох лужицьких мов. За даними перепису населення США 2000 року, 37 осіб в поштовій зоні 78942, яка також включає Гіддінгс та інші довколишні міста, розмовляли вдома слов'янськими мовами (крім польської і російської).

## Пам'ятки
На території церкви Святого Павла в Сербіні розташований Техаський музей культурної спадщини лужичан. Займаючи три незалежних будівлі, включно з колишньою парафіяльною школою Святого Павла, музей також має два зовнішніх експонати — це неушкоджена рублена хата і частина будинку з плануванням у стилі догтрот.